# Miquel Beringola Blay
Miquel Beringola Blay (Reus, 15 de maig de 1777 - 8 de gener de 1842), conegut també com a Pere Miquel Beringola, va ser un pintor i escultor català.
Bon artesà, rebé la influència del seu parent Miquel Beringola Ferré, també escultor i daurador, que elaborava retaules barrocs. Va anar a Barcelona on treballà d'aprenent als tallers de Travé i de Canyameres i de fadrí al taller de l'escultor Miquel Ferré, de Móra d'Ebre, resident a Barcelona. Treballà també amb Damià Campeny. A finals de la guerra del Francès era a Reus, i el 1815 tornà a Barcelona, on amb Damià Campeny i el pintor Josep Arrau i Estrada, al que coneixia de Reus, treballà en la restauració de retaules d'esglésies i en el modelatge de figures, destruïdes per la guerra. El 1821 tornà a Reus, dirigí una càtedra de dibuix, gratuïta, finançada per l'Ajuntament, que anteriorment havia ocupat Josep Arrau, aleshores professor i sots-director de l'Escola de Llotja. Era amic, i va col·laborar, en algunes ocasions, amb el fill d'Arrau, Josep Arrau i Barba. Va ser requerit per les autoritats provincials, junt amb el seu amic escultor Lluís Arpa, pare d'Andreu Arpa, per estudiar els plans de conservació dels monestirs de Poblet i Santes Creus, poc temps després de la crema de 1835. Un fill seu, Antoni Beringola Marcó, marxà a Cuba on va fer molt diners. El fill gran, Francesc Beringola, va seguir l'ofici, i va ser un conegut escultor i daurador a Reus.
A Reus restaurà el retaule de l'església de sant Francesc i el de Misericòrdia, i pintà diversos quadres per a les esglésies de la ciutat, sempre amb regust neoclàssic